# Apache TomEE
Apache TomEE (gesprochen „Tommy“) ist die Java Enterprise Edition von Apache Tomcat (Tomcat + Jakarta EE = TomEE) und kombiniert verschiedene Java-Enterprise-Projekte einschließlich Apache OpenEJB, Apache OpenWebBeans, Apache OpenJPA, Apache MyFaces und weitere. Im Oktober 2011 wurde das Projekt durch die Oracle Corporation als mit dem Java EE 6 Web Profile kompatible Implementierung zertifiziert. Apache TomEE 9.0.0.RC1 ist Jakarta EE 9.1 zertifiziert.

## Komponenten
TomEE beinhaltet je nach Distribution (s. u.) folgende Open-Source-Komponenten:
| Komponente                  | Beschreibung |
| --------------------------- | --- |
| Apache Tomcat               | HTTP-Server und Servlet-Container, der Java Servlets und JavaServer Pages (JSP) unterstützt.                                |
| Apache OpenEJB              | Open-Source Enterprise JavaBeans (EJB) Container-System.                                                                    |
| Apache OpenWebBeans         | Open-Source Java Contexts and Dependency Injection (CDI)-Implementierung.                                                   |
| Apache OpenJPA              | Open-Source Java Persistence API (JPA) 2.1 Implementierung.                                                                 |
| Apache Geronimo Transaction | Open-Source Java Transaction API (JTA) 1.2 Implementierung.                                                                 |
| Apache MyFaces              | Open-Source Java Server Faces (JSF) Implementierung.                                                                        |
| Apache ActiveMQ             | Open-Source Java Message Service (JMS) Implementierung.                                                                     |
| Apache CXF                  | Web Services Frameworks mit unterschiedlichen Protokollen, wie SOAP, XML/HTTP, RESTful HTTP.                                |
| Apache Derby                | Vollständiges Relationales Datenbank-Verwaltungssystem (RDBMS) mit nativer Java Database Connectivity (JDBC) Unterstützung. |

### TomEE WebProfile
Das TomEE WebProfile enthält folgende Komponenten:
| Komponente                                      |
| ----------------------------------------------- |
| Jakarta Activation                              |
| Jakarta Mail (JavaMail)                         |
| Jakarta XML Binding (JAXB)                      |
| Jakarta Servlet                                 |
| Jakarta Server Pages (JSP)                      |
| Jakarta Expression Language (EL)                |
| Jakarta Debugging Support for Other Languages   |
| Jakarta Standard Tag Library (JSTL)             |
| Jakarta Server Faces (JSF)                      |
| Jakarta RESTful Web Services (JAX-RS)           |
| Jakarta WebSocket                               |
| Jakarta JSON Processing (JSON-P)                |
| Jakarta JSON Binding (JSON-B)                   |
| Jakarta Annotations                             |
| Jakarta Enterprise Beans (EJB)                  |
| Jakarta Transactions                            |
| Jakarta Persistence (JPA)                       |
| Jakarta Bean Validation                         |
| Jakarta Managed Beans                           |
| Jakarta Interceptors                            |
| Jakarta Contexts and Dependency Injection (CDI) |
| Jakarta Dependency Injection (@Inject)          |
| Jakarta Security (Java EE Enterprise Security)  |
| Jakarta Authentication (JAAS)                   |

## Apache TomEE-Distributionen
| Distribution \ Komponente | Jakarta Web Profile | JPA OpenJPA | JPA Eclipse Link | JSF Mojarra | JSF MyFaces | MicroProfile | Jakarta Connectors | JAX-WS | JMS  |
| ------------------------- | ------------------- | ----------- | ---------------- | ----------- | ----------- | ------------ | ------------------ | ------ | ---- |
| Apache TomEE WebProfile   | ja                  | ja          | nein             | nein        | ja          | nein         | nein               | nein   | nein |
| Apache TomEE MicroProfile | ja                  | ja          | nein             | nein        | ja          | ja           | nein               | nein   | nein |
| Apache TomEE+             | ja                  | ja          | nein             | nein        | ja          | ja           | ja                 | ja     | ja   |
| Apache TomEE PluME        | ja                  | ja          | ja               | ja          | nein        | ja           | ja                 | ja     | ja   |

## Geschichte
Das OpenEJB-Projekt wurde 1999 von Richard Monson-Haefel und David Blevins als Open-Source-Implementierung der Enterprise JavaBeans-Spezifikation begonnen. Blevins führte die Entwicklung von OpenEJB fort und integrierte die Komponenten dieses Projektes mit Apache Geronimo. Im Jahr 2003 wurde die OpenEJB-Komponente zu einem Projekt das unter der Schirmherrschaft der Apache Software Foundation operierte. Zu dieser Zeit wurde sie mit dem Ziel überarbeitet um Tomcat als eingebetteten Web-Container nutzen zu können. Eine Betaversion von TomEE wurde im Oktober 2011 veröffentlicht und die erste Version für den produktiven Einsatz wurde im April 2012 ausgeliefert. Ab Version 9 wird der Namensraum jakarta verwendet. Anwendungen, die den Namensraum javax benutzen, können diese Version nicht verwenden.

### Versionsunterschiede
Der unterschiedlichen Komponenten und deren Basis.
| TomEE Version | Tomcat Basis | Java SE version | Micro Profile Version | Jakarta EE Version |
| ------------- | ------------ | --------------- | --------------------- | ------------------ |
| 9.x           | 10.0.x       | 11              | 5.0                   | 9.1                |
| 8.x           | 9.0.x        | 8               | 2.0                   | 8.0                |
| 7.1.x         | 8.5.x        | 7 or 8          | 1.4                   | 7.0                |
| 7.0.x         | 8.5.x        | 7 or 8          |                       | 7.0                |

### Versionen
| Version      | Veröffentlichungsdatum |
| ------------ | ---------------------- |
| 9.1.0        | 06. Juni 2023          |
| 9.0.0-M3     | 24. November 2020      |
| 9.0.0-M2     | 07. August 2020        |
| 9.0.0-M1     | 22. Juni 2020          |
| 8.0.5        | 24. November 2020      |
| 8.0.4        | 07. August 2020        |
| 8.0.3        | 22. Juni 2020          |
| 8.0.2        | 26. Mai 2020           |
| 8.0.1        | 20. Januar 2020        |
| 8.0.0        | 11. September 2019     |
| 8.0.0-M3     | 23. Mai 2019           |
| 8.0.0-M2     | 25. Januar 2019        |
| 8.0.0-M1     | 19. Oktober 2018       |
| 7.1.1        | 21. Juni 2019          |
| 7.1.0        | 07. September 2018     |
| 7.0.6        | 06. Juni 2019          |
| 7.0.5        | 23. Juli 2018          |
| 7.0.4        | 26. September 2017     |
| 7.0.3        | 13. März 2017          |
| 7.0.2        | 06. November 2016      |
| 7.0.1        | 23. Juni 2016          |
| 7.0.0        | 26. Mai 2016           |
| 7.0.0-M3     | 06. März 2016          |
| 7.0.0-M2     | 01. März 2016          |
| 7.0.0-M1     | 12. Dezember 2015      |
| 1.7.5        | 24. Oktober 2017       |
| 1.7.4        | 07. März 2016          |
| 1.7.3        | 04. Dezember 2015      |
| 1.7.2        | 18. Mai 2015           |
| 1.7.1        | 12. September 2014     |
| 1.7.0        | 10. August 2014        |
| 1.6.0.2      | 06. Mai 2014           |
| 1.6.0.1      | 16. April 2014         |
| 1.6.0        | 17. November 2013      |
| 1.5.2        | 17. März 2013          |
| 1.5.1        | 14. Dezember 2012      |
| 1.5.0        | 28. September 2012     |
| 1.0.0        | 27. April 2012         |
| 1.0.0 Beta 2 | 17. Januar 2012        |
| 1.0.0 Beta 1 | 02. Oktober 2011       |

## Kommerzielle Unterstützung
Zwei Jahre nach der Ankündigung von Apache TomEE auf der Messe JavaOne 2011 schlossen sich mehrere Apache TomEE-Entwickler zusammen um Tomitribe zu bilden, ein Unternehmen um der Apache TomEE-Gemeinschaft kommerzielle Unterstützung zu bieten und die Verbreitung von Open-Source-Werten zu fördern.
Ein weiteres Unternehmen, das kommerzielle Unterstützung für Apache TomEE im Unternehmensbereich bietet, ist ManageCat, die sich auch an vielen weiteren Apache Java-EE-Projekten beteiligen.